# 16243 Rosenbauer
16243 Rosenbauer este un asteroid din centura principală de asteroizi.

## Descriere
16243 Rosenbauer este un asteroid din centura principală de asteroizi. A fost descoperit pe 4 aprilie 2000 la Stația Anderson Mesa în cadrul programului LONEOS. Asteroidul prezintă o orbită caracterizată de o semiaxă mare de 3,15 ua, o excentricitate de 0,20 și o înclinație de 17,6° în raport cu ecliptica.